# Monceaux-au-Perche
Pour les articles homonymes, voir Monceaux (homonymie) et Monceau.
Monceaux-au-Perche est une ancienne commune française, située dans le département de l'Orne en région Normandie, devenue le 1er janvier 2016 une commune déléguée au sein de la commune nouvelle de Longny les Villages.
Elle est peuplée de 81 habitants.

## Géographie
Monceaux-au-Perche est  un village normand situé au cœur du Perche ornais, entre les vallées de la Jambée et de la Commeauche 
Le bourg est à 7 km au sud-ouest de Longny-au-Perche, à 9,5 km au nord-ouest de Rémalard et à 16 km à l'est de Mortagne-au-Perche.

### Communes limitrophes
Les communes limitrophes sont Longny-au-Perche, Bizou, Cour-Maugis sur Huisne, Longny les Villages et Saint-Victor-de-Réno.
| Saint-Victor-de-Réno (comm. nouv. de Longny les Villages) | Longny-au-Perche (comm. nouv. de Longny les Villages) | Longny-au-Perche (comm. nouv. de Longny les Villages)        |
| Saint-Victor-de-Réno (comm. nouv. de Longny les Villages) | Monceaux-au-Perche                                    | Longny-au-Perche (comm. nouv. de Longny les Villages), Bizou |
| Saint-Victor-de-Réno (comm. nouv. de Longny les Villages) | Boissy-Maugis (comm. nouv. de Cour-Maugis sur Huisne) | Boissy-Maugis (comm. nouv. de Cour-Maugis sur Huisne)        |

### Géologie et relief
La superficie de Monceaux-au-Perche est de 3,15 km2 ; son altitude varie de 137  à   227 mètres. 
Avant la fusion de 2016, le territoire de Monceaux-au-Perche était le moins étendu de l'ancien canton de Longny-au-Perche.

## Toponymie
Le nom de la localité est attesté sous la forme Moncellus in Pertico[réf. nécessaire].
Le toponyme est issu de l'ancien français moncel, « colline ».
Le gentilé est Moncellien.

## Histoire
Le 1er janvier 2016, Monceaux-au-Perche intègre avec sept autres communes la commune de Longny les Villages créée sous le régime juridique des communes nouvelles instauré par la loi no 2010-1563 du 16 décembre 2010 de réforme des collectivités territoriales. Les communes de La Lande-sur-Eure, Longny-au-Perche, Malétable, Marchainville, Monceaux-au-Perche, Moulicent, Neuilly-sur-Eure et Saint-Victor-de-Réno deviennent des communes déléguées et Longny-au-Perche est le chef-lieu de la commune nouvelle.

## Politique et administration

### Rattachements administratifs et électoraux
Monceaux-au-Perche se trouve depuis 1942 dans l'arrondissement de Mortagne-au-Perche du département de l'Orne.  
Il  faisait partie depuis 1793 du canton de Longny-au-Perche. Dans le cadre du redécoupage cantonal de 2014 en France, cette circonscription administrative territoriale a disparu, et le canton n'est plus qu'une circonscription électorale.
Pour les élections départementales, les électeurs de la commune nouvelle fait partie depuis 2014 du canton de Tourouvre au Perche
Pour l'élection des députés, ils font partie de la deuxième circonscription de l'Orne.

### Intercommunalité
Monceaux-au-Perche était membre de la petite  communauté de communes du Pays de Longny-au-Perche, un établissement public de coopération intercommunale (EPCI) à fiscalité propre créé fin 1994 et auquel la commune avait transféré un certain nombre de ses compétences, dans les conditions déterminées par le code général des collectivités territoriales.
Dans le cadre des dispositions de la loi portant nouvelle organisation territoriale de la République du 7 août 2015, qui prévoit que les établissements publics de coopération intercommunale (EPCI) à fiscalité propre doivent avoir un minimum de 15 000 habitants, cette intercommunalité a fusionné avec la  communauté de communes du Haut-Perche pour former, le 1er janvier 2017, la communauté  de communes des Hauts du Perche. Monceaux-au-Perche en a été membre jusqu'à la fusion de 2016, et y est désormais représentée par l'intermédiaire de Longny les Villages.

### Administration municipale
Compte tenu de la population de l'ancienne commune, son conseil municipal était composé avant la fusion de sept membres dont le maire et ses adjoints. 
Ces conseillers ont intégré au complet le conseil municipal de Longny les Villages le 1er janvier 2016 jusqu'en 2020.

### Liste des maires
| Période                                  | Période       | Identité                  | Étiquette | Qualité |
| ---------------------------------------- | ------------- | ------------------------- | --------- | --- |
| Les données manquantes sont à compléter. |               |                           |           | |
|                                          |               |                           |           | |
| 1807                                     | 1808          | Marin Pierre Sublot       |           | |
| 1808                                     | 1815          | Jean Claude Marie Grosset |           | |
| 1815                                     | 1818          | Louis Alexandre Guerin    |           | |
|                                          |               |                           |           | |
| 1819                                     | 1851          | Toussaint Joseph Thibault |           | |
| 1852                                     | 1868          | Louis Claude Vallet       |           | |
|                                          |               |                           |           | |
| 1925                                     |               | M. Suzanne                |           | |
|                                          |               |                           |           | |
| 1935                                     |               | Jean Baptiste Gouault     |           | |
|                                          |               |                           |           | |
| 1870                                     | 1875          | Marin Jean Louis Sublot   |           | |
| 1875                                     | 1903          | Albert Célestin Millet    |           | |
|                                          |               |                           |           | |
| mars 1977                                | mars 2001     | Philippe Siguret,         |           | Inspecteur du patrimoine, chargé des sites et paysages Président de la Fédération des Amis du Perche (1962 → 1992) |
| mars 2001                                | mars 2014     | Michel Legendre           |           | Boulanger |
| mars 2014,                               | décembre 2015 | Francis Brault            |           | Maçon |

| Période                                  | Période                       | Identité        | Étiquette | Qualité                                                          |
| ---------------------------------------- | ----------------------------- | --------------- | --------- | ---------------------------------------------------------------- |
| Les données manquantes sont à compléter. |                               |                 |           |                                                                  |
| janvier 2016                             | mai 2020                      | Francis Brault  |           | Maçon                                                            |
| mai 2020                                 | En cours (au 31 janvier 2024) | Roselyne Brault |           | Secrétaire dans une usine à Longny, belle-sœur de Francis-Brault |

## Population et société

### Démographie
En 2021, la commune comptait 81 habitants. Depuis 2004, les enquêtes de recensement dans les communes de moins de 10 000 habitants ont lieu tous les cinq ans (en 2008, 2013, 2018, etc. pour Monceaux-au-Perche) et les chiffres de population municipale légale des autres années sont des estimations.
Monceaux-au-Perche a compté jusqu'à 336 habitants en 1836. Avec seulement 71 habitants (population municipale 2015), elle était la commune la moins peuplée du canton de Longny-au-Perche.
| 1793 | 1800 | 1806 | 1821 | 1836 | 1841 | 1846 | 1851 | 1856 |
| ---- | ---- | ---- | ---- | ---- | ---- | ---- | ---- | ---- |
| 293  | 311  | 328  | 320  | 336  | 302  | 302  | 295  | 288  |

| 1861 | 1866 | 1872 | 1876 | 1881 | 1886 | 1891 | 1896 | 1901 |
| ---- | ---- | ---- | ---- | ---- | ---- | ---- | ---- | ---- |
| 282  | 272  | 240  | 250  | 223  | 220  | 207  | 206  | 160  |

| 1906 | 1911 | 1921 | 1926 | 1931 | 1936 | 1946 | 1954 | 1962 |
| ---- | ---- | ---- | ---- | ---- | ---- | ---- | ---- | ---- |
| 140  | 134  | 103  | 87   | 105  | 112  | 129  | 97   | 103  |

| 1968 | 1975 | 1982 | 1990 | 1999 | 2008 | 2013 | 2018 | 2020 |
| ---- | ---- | ---- | ---- | ---- | ---- | ---- | ---- | ---- |
| 90   | 91   | 87   | 61   | 85   | 84   | 77   | 64   | 82   |

## Culture locale et patrimoine

### Lieux et monuments

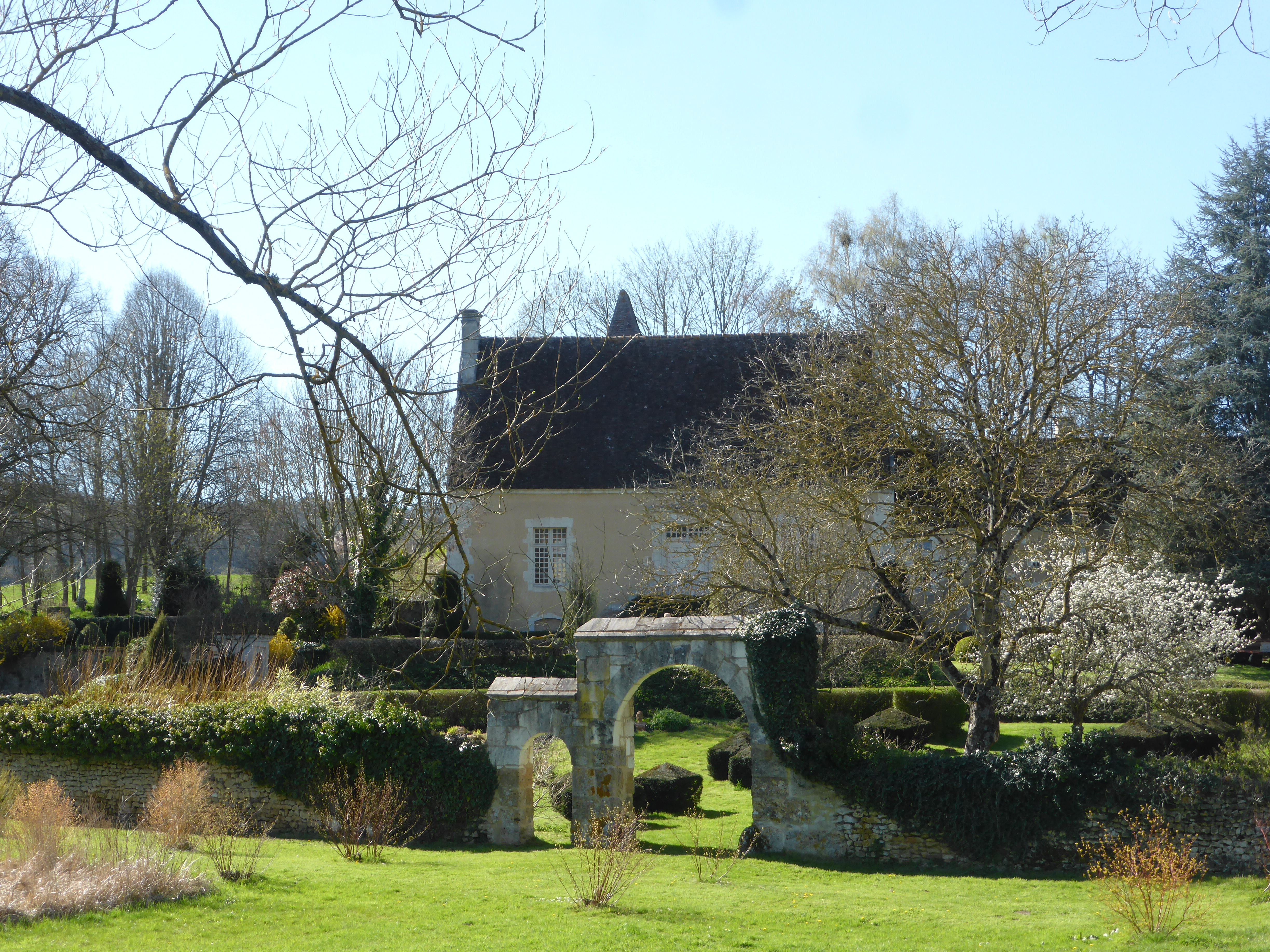
Le manoir du Pontgirard.

Monceaux-au-Perche compte un monument historique : 
- Manoir du Pontgirard  Classé MH (1972, partiellement)[22] édifié en 614 et transformé à la fin du règne de Louis XIV avec l'adjonction d'un escalier en fer à cheval. La cour du manoir a gardé la trace et le volume des anciennes terrasses et constitue un jardin en terrasses ouvert aux visites et accueille des expositions d'art.

On peut également signaler : 
- Église Saint-Jean-Baptiste, romane[23],[12]. 
Son retable[24],[25] et sa cloche sont  Classé MH (1976). Cette dernière, datant de 1568, serait l'une des plus anciennes de l'ex-Basse-Normandie[26].
Un disque y a été enregistré compte tenu de la qualité de son acoustique[27]

L'église Saint-Jean-Baptiste
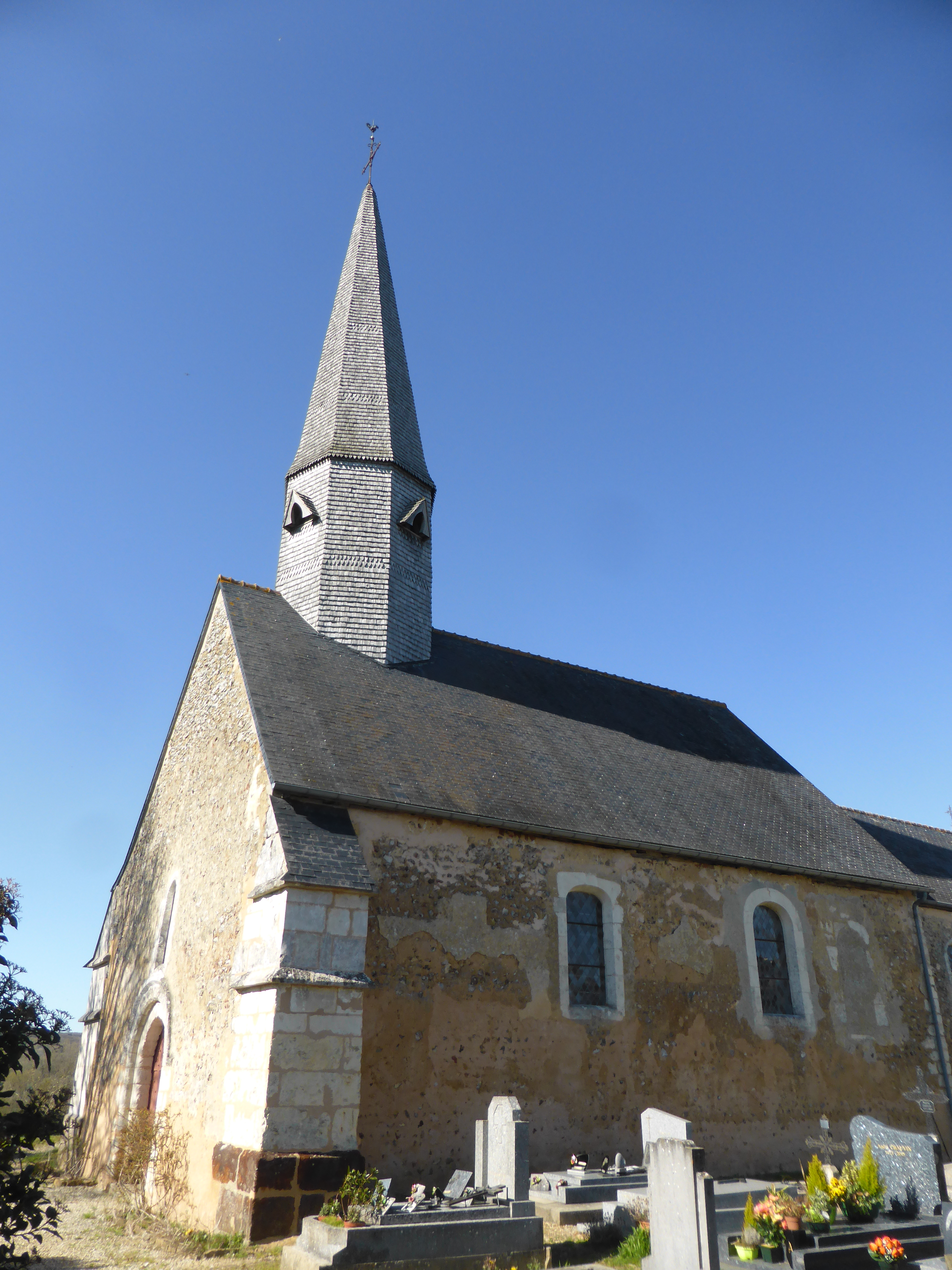
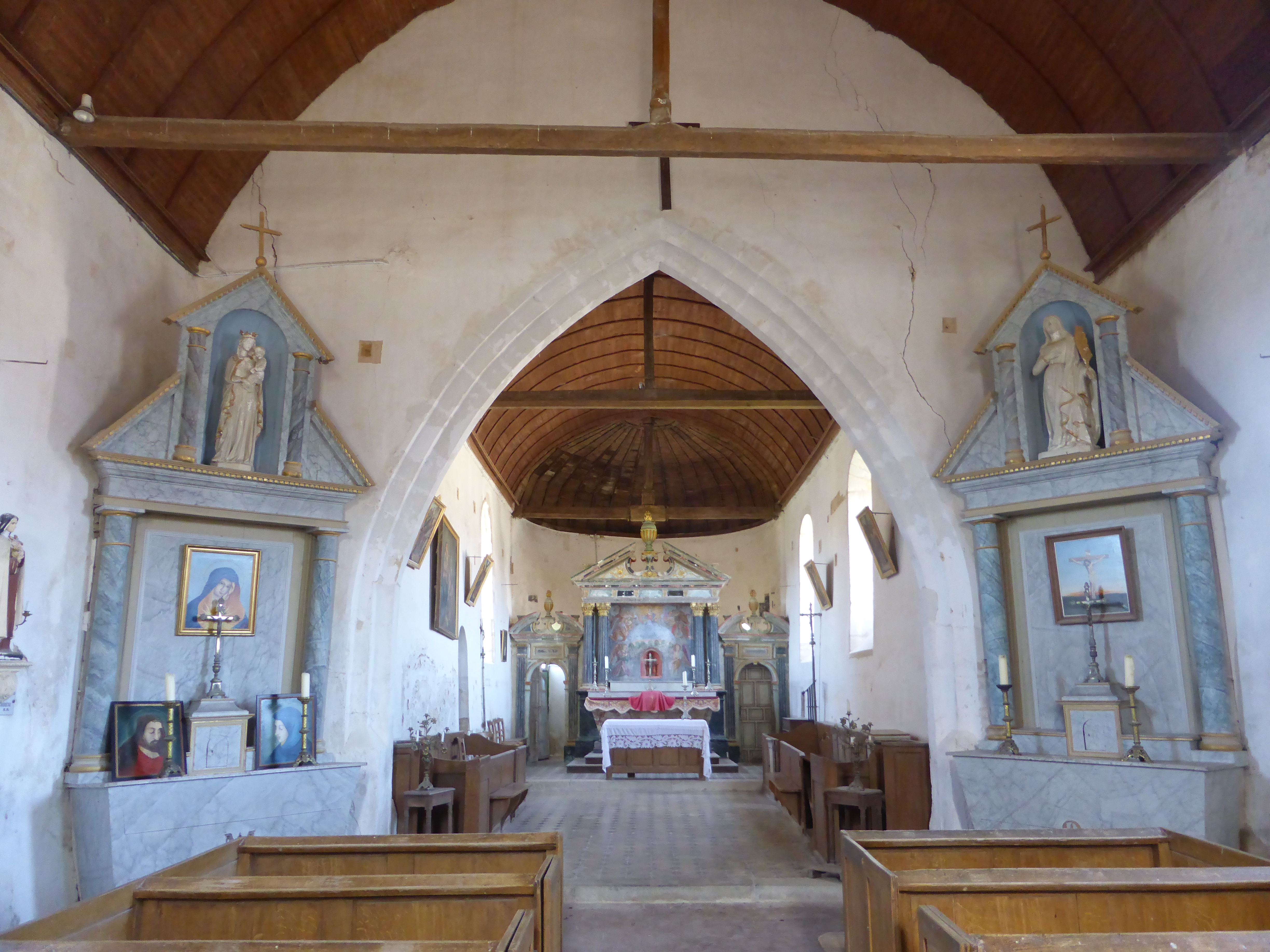
L'extrémité de la nef et le chœur.
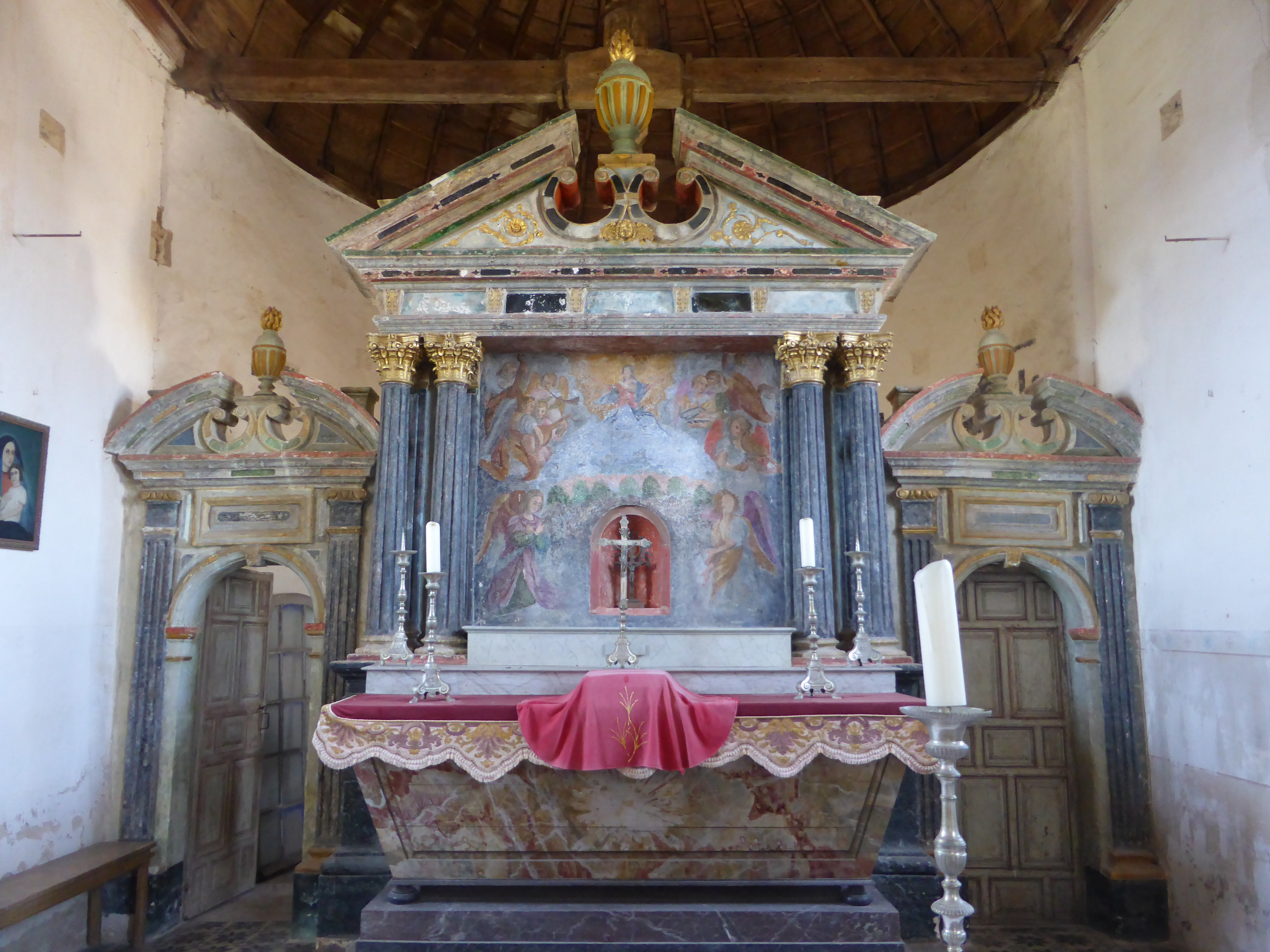
Le retable.
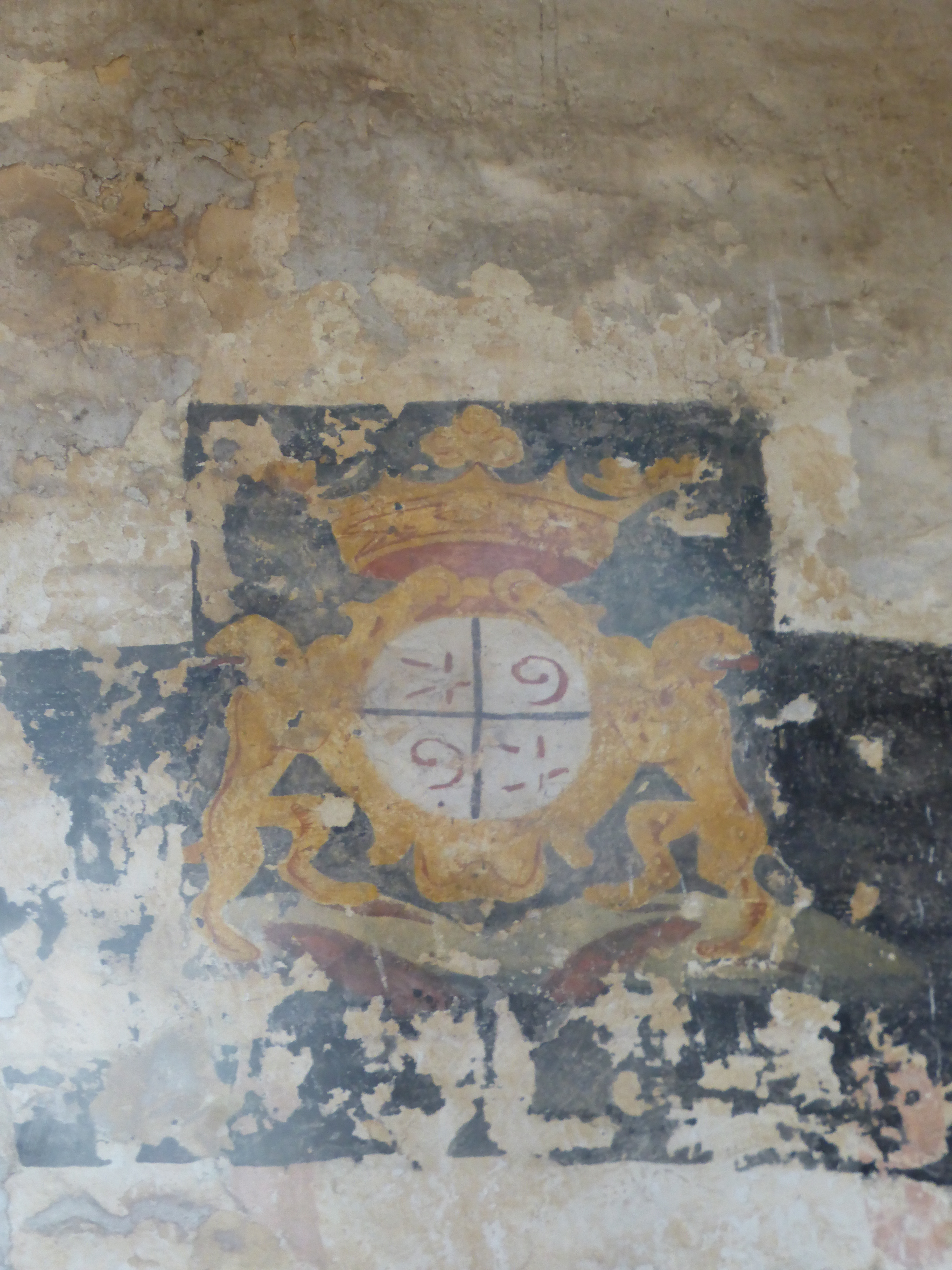
Peinture murale.
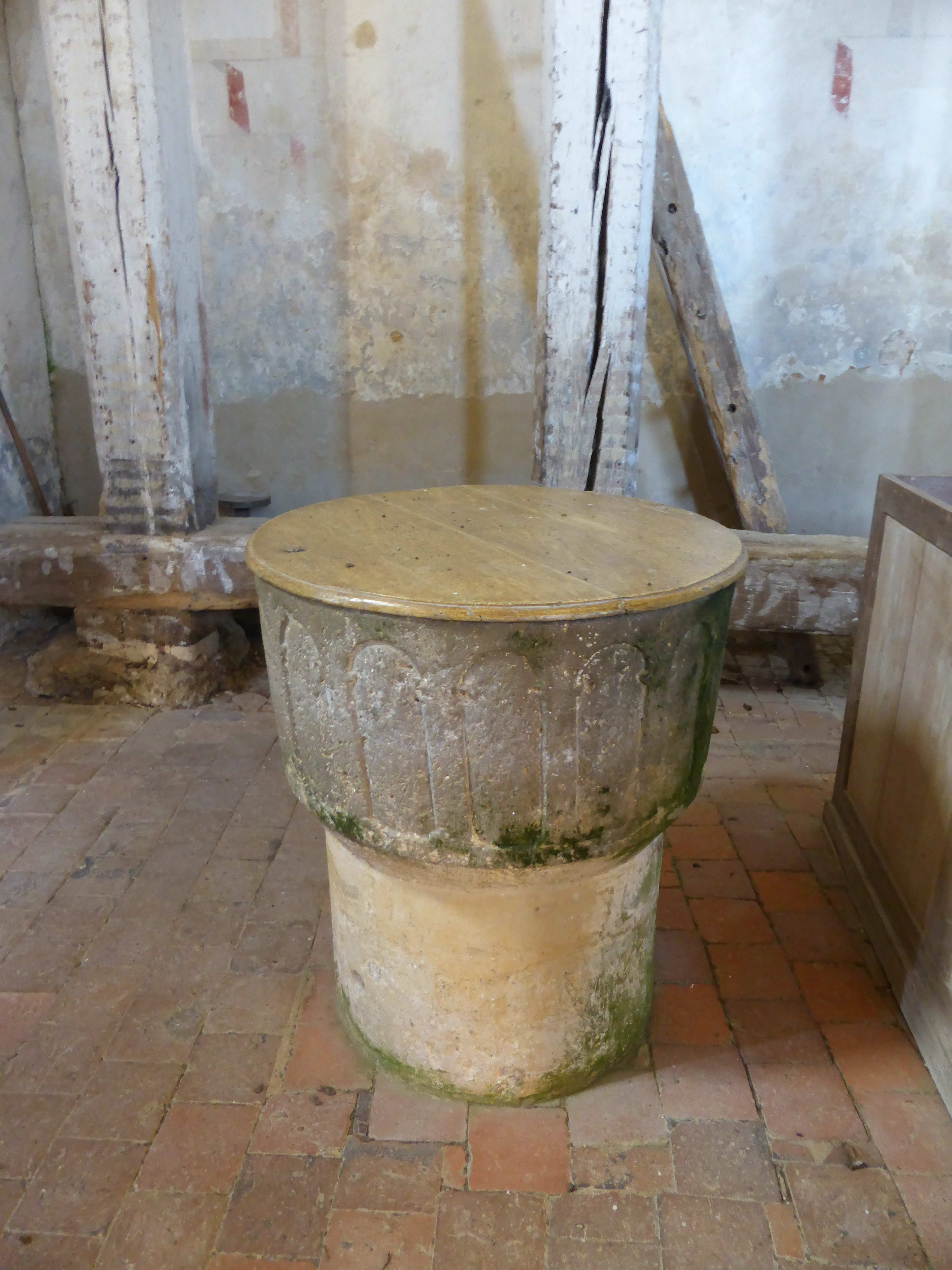
Les fonts baptismaux

- Manoir du Gué (XVIe siècle), propriété privée près de la Jambée et visible depuis la route de Bizou[23].

- Lavoir, rénové par les habitants, avec  tables pique-nique, barbecue, terrain de pétanque et espace détente au bord de la rivière[23].

- Circuits pédestres[28].

### Héraldique
| Blason de Monceaux-au-Perche | Blason  | D'azur à un mont isolé d'or sommé d'une église d'argent et surmonté d’un écusson d’argent à trois chevrons de gueules, le tout accosté de deux rivières courantes en vergette aussi d’argent. |
| Blason de Monceaux-au-Perche | Détails | Création Philippe Siguret et Jean-Paul Fernon, adoptée par délibération municipale en février 2015.                                                                                           |

## Pour approfondir